# NGC 4159
NGC 4159 (również PGC 38777 lub UGC 7174) – galaktyka spiralna (Sbc), znajdująca się w gwiazdozbiorze Smoka. Odkrył ją William Herschel 12 grudnia 1797 roku.